# Rick Dangerous
Rick Dangerous is een computerspel dat werd ontwikkeld door Core Design en uitgegeven door Microplay Software. Het spel kwam in 1989 uit voor verschillende homecomputers. In 2009 werd er een versie uitgebracht voor de iPhone. De speler speelt Rick Dangerous, een Indiana Jones achtig type, en moet de verloren Coolu Amazon tribe zien te vinden. Het platformspel telt 100 schermen.

## Platforms
| Jaar | Platform                                                     |
| ---- | ------------------------------------------------------------ |
| 1989 | Amiga, Amstrad CPC, Atari ST, Commodore 64, DOS, ZX Spectrum |
| 2009 | iPhone                                                       |

## Ontvangst
| Beoordeeld door        | Platform     | Datum           | Score |
| ---------------------- | ------------ | --------------- | ----- |
| ST Format              | Atari ST     | mei 1992        | 90%   |
| ST Action              | Atari ST     | oktober 1993    | 90%   |
| Jeuxvideo.com          | Amiga        | 8 augustus 2011 | 85%   |
| Jeuxvideo.com          | Atari ST     | 8 augustus 2011 | 85%   |
| Retrogaming.it         | Commodore 64 | 22 januari 2008 | 80%   |
| The Games Machine (GB) | Amiga        | september 1989  | 76%   |
| Power Play             | Amiga        | augustus 1989   | 75%   |
| Power Play             | Atari ST     | augustus 1989   | 75%   |
| Power Play             | Commodore 64 | augustus 1989   | 70%   |
| The DOS Spirit         | DOS          | 6 december 2008 | 33%   |